# شفارتسنباخ أن در زاله
شوارتسنباخ آن در زاله (بالألمانية: Schwarzenbach an der Saale) هي بلدة ألمانية تقع في ألمانيا في بافاريا. يقدر عدد سكانها بـ 7,738 نسمة .